# 凯明
凯明（原名贝斯特罗夫卡），是吉尔吉斯斯坦楚河州凯明区下辖的一个城镇。根据2009年吉尔吉斯斯坦人口普查，该村人口为8,169人。凯明始建于1912年，在2012年升格为城市。

## 知名人物
- 阿斯卡爾·阿卡耶夫：吉尔吉斯斯坦首任总统。